# توالی‌یابی ژنوم سرطان
توالی‌یابی ژنوم سرطان در حقیقت توالی‌یابی کل ژنوم یک گروه از سلول‌های همگن یا ناهمگن سرطانی است. این یک روش بیوشیمیایی برای شناسایی توالی‌های DNA و RNA سلول‌های سرطانی است.
برخلاف توالی‌یابی کل ژنوم که معمولاً از سلول‌های خونی است، مانند پروژه‌های توالی‌یابی کل ژنوم که کریگ ونترو جیمز واتسون انجام دادند، این مدل توالی‌یابی به‌طور مستقیم از بافت‌های سرطانی، میکرو محیط‌های تومور مانند فیبروبلاست یا استروما استفاده می‌کند.
همانند توالی‌یابی کل ژنوم، اطلاعاتی که با استفاده از این روش به‌دست می‌آوریم، عبارتند از: شناسایی نوکلئتیدها، تنوع تعداد کپی، وضعیت جهش و تغییرات ساختاری همانند جابه‌جایی کروموزومی و ژن پیوندی.
توالی‌یابی ژنوم سرطان، منحصر به توالی‌یابی کل ژنوم نیست و چیزهای دیگر مانند توالی‌یابی اکسوم، ترنسکریپتوم (به انگلیسی: Transcriptome) و مایکرونوم (به انگلیسی: Micronome) و همچنین End-sequence profiling. از این روش‌ها می‌توان برای پیدا کردن میزان بیان ژن و بیان ریزآران‌ای و همچنین پیداکردن اتصال جایگزین (به انگلیسی: Alternative Splicing) نیز استفاده کرد.
اولین گزارش از توالی‌یابی ژنوم سرطان در سال ۲۰۰۶ بود. در این تحقیق ۱۳۰۲۳ ژن در ۱۱ تومور سرطان سینه و ۱۱ تومور سرطان روده بزرگ، توالی‌یابی شدند. بعدها در سال ۲۰۰۷، همان گروه بیش از ۵۰۰۰ ژن و بیش از ۸۰۰۰ رونوشت (به انگلیسی: transcript) برای تکمیل اکسوم‌ها اضافه شدند. اولین توالی‌یابی ژنوم سرطان، مربوط به نوامبر سال ۲۰۰۸ می‌باشد که مربوط به سرطان خون بود. اولین توالی‌یابی ژنوم سرطان سینه نیز به ژانویه ۲۰۱۰ برمی‌گردد. همچنین اولین توالی‌یابی ژنوم سرطان پروستات نیز در فوریه ۲۰۱۱ انجام شد.

## توالی‌یابی ژنوم سرطان چیست؟
سرطان در حقیقت یک بیماری مربوط به ژنتیک می‌باشد. هنگامی این بیماری به‌وجود می‌آید که تعدادی جهش در DNA به وجود می‌آید که باعث می‌شود عملکرد سلول و همچنین نحوه رشد و تکثیر تغییر یابد. این جهش‌ها به‌طور اتفاقی یا هنگام تقسیم سلولی در طول زندگی هر فردی به وجود می‌آیند و همچنین قابلیت به ارث رسیدن نیز دارند.
اگر دو فرد که یک نوع سرطان خاص دارند را در نظر بگیریم، دنباله جهش‌هایی که در این دو فرد به وجود آمده که باعث این سرطان خاص شده‌است، متفاوت می‌باشد. توالی‌یابی ژنوم سرطان در حقیقت تلاشی برای پیدا کردن این دنباله از تغییرات است.
در بعضی موارد، دانستن دنباله جهش‌هایی که باعث سرطان فرد بیمار شده‌است، به روند درمان کمک می‌کند. بعضی از این درمان‌ها برای افرادی به کار می‌روند که دنباله جهش‌هایشان طوری باشد که این دنباله تغییرات باعث رشد بیش از اندازه سلول‌ها شده باشد.

## توالی‌یابی ژنوم سرطان چگونه انجام می‌شود؟
اگر در مرحله‌ای از درمان بیمار سرطانی نیاز به توالی‌یابی باشد، برای این کار نیاز است که از بخشی از سلول‌های توموری که در هنگام جراحی به دست می‌آید، این‌کار صورت پذیرد. در موارد دیگر نیز نیاز به بافت‌برداری می‌باشد.
بعد از به دست آمدن نمونه‌ها، این نمونه‌ها در آزمایشگاه‌های مخصوص این کار با استفاده از دستگاه توالی‌یاب دنا، ژنوم سرطان بیمار مذکور توالی‌یابی می‌شود. درنهایت متخصصان با استفاده از تحلیل داده‌های به دست آمده، تعیین می‌کنند که آیا دنباله‌ای از جهش‌ها در نمونه وجود دارد که برای آن روند درمانی خاصی وجود داشته باشد یا خیر.
بر اساس این نمونه‌ها، آزمایشگاه گزارشی از روندهای درمانی که می‌تواند برای بیمار مذکور مورد استفاده قرار بگیرد را در اختیار پزشک معالج قرار می‌دهد.

## از لحاظ تاریخی
از لحاظ تاریخی، توالی‌یابی ژنوم سرطان به دوقسمت تقسیم می‌شود: دسته‌ای که بر پایه ترنسکریپتوم‌ها هستند و دسته‌ای که بر پایه DNAها هستند.
در سال ۱۹۹۷، روی پروژه آناتومی ژنوم سرطان (به انگلیسی: The Cancer Genome Anatomy Project) با هدف ثبت رشته‌های رنا (به انگلیسی: RNA) در سلول‌های سرطانی، سرمایه‌گذاری شد. بعدها با پیشرفت تکنولوژی، این پروژه اهداف خود را با هدف تعیین پروفایل بیان ژن برای بافت‌های سرطانی، پیش‌سرطانی و سالم گسترش داد.
این پروژه، بزرگ‌ترین مجموعه عمومی از برچسب‌های توالی‌های بیان‌شده (به انگلیسی: Expressed Sequence Tags) را در سال ۲۰۰۳ منتشر کرد.

## پیچیدگی زیستی سرطان
فرایندی که باعث تبدیل یک سلول سالم به یک سلول سرطانی می‌شود، شامل یک سری تغیررات پیچیده ژنتیکی و وراژنتیکی می‌شود. شناسایی این تغییرات از طریق روش‌های مختلف توالی‌یابی ژنوم سرطان قابل حصول است.
قدرت توالی‌یابی ژنوم سرطان به‌خاطر ناهمگونی سرطان‌ها و بیماری‌هاست. تعداد زیادی از سرطان‌ها، خود از تعداد زیرنوع تشکیل شده‌اند؛ مثلاً سرطان سینه به تنهایی ۱۵ گونه سرطان زیر نوع دارد. همچنین بین نمونه‌هایی از یک نوع زیرسرطان که از دو فرد متفاوت گرفته می‌شود نیز تفاوت وجود دارد. توالی‌یابی ژنوم سرطان باعث می‌شود که متخصصان بالینی و انکولوژیست‌ها بتوانند تغییرات خاصی که باعث شده این سرطان در بیمار موردنظر به وجود بیاید را بیابد و در نهایت با توجه به این داده‌ها می‌توانند روش درمانی مختص آن بیمار را ارائه کنند.